# Мелон де бургані

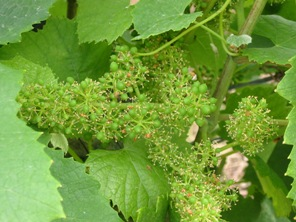
Виноград дині Бургундії під час цвітіння.

Мелон де бургані або Мелон - різновид білого винограду, який переважно вирощується у регіоні Долини Луари у Франції.
Вирощують його ще у Північній Америці. Найбільш відомий Мелон де бургані завдяки використанню в білому вині Muscadet.
Федеральний закон у США  забороняє використовувати "Muscadet" для вин американського виробництва. Може використовуватися або повна назва винограду, або скорочена «Мелон».

## Історія
Виноград походить з Бургундії і вирощувався там до  його знищення на початку 18 століття. Сувора зима 1709 року  у виноградниках навколо Нанта та західної Луари знищила стільки лоз, що знадобився новий сорт. В цей час і був виведений виноград Мелон. З тих пір він використовується виключно для виробництва легкого сухого білого вина Muscadet, яке повністю виготовляється з винограду Мелон. Виноград часто називають Muscadet.
Аналіз ДНК показав, що Мелон де бургані є помісом між Блан Піно і Гуа Блан . 

## Північна Америка

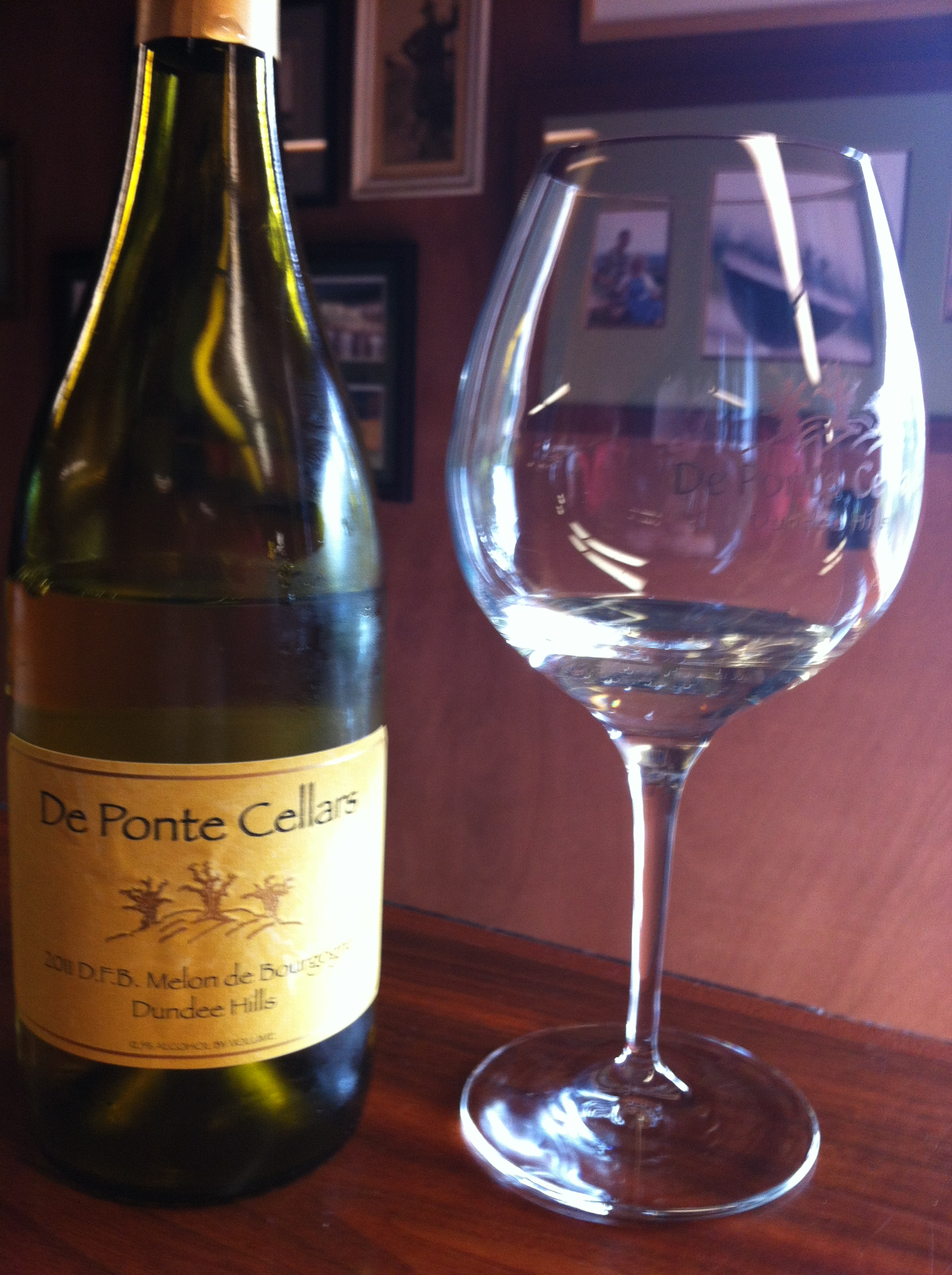
Мелон де бургані з Данді Хіллз, штат Орегон.

Станом на 2007 рік виноград вирощують в штаті Орегон  де його називають просто Мелон. Виноград був завезений у Вашингтон багаторічними виноробнями на острові Бейнбрідж, за шість миль через Пьюджет-Саунд від Сіетла.  Цей виноград був завезений в Америку в 1939 році, і його розмножували як Піно Блан на початку 1980-х, що було не правильним. Детальніше про цю помилку див. "Мелон де бургані - Історія". 

## Синоніми
Мелон де бургані також відома під синонімами Auxerrois Gros, Biaune, Blanc de Nantes, Bourgogne blanche, Bourgogne verde, Bourgogne verte, Bourguignon blanc, Clozier, Feher Nagyburgundi, Feuille Ronde, Gamay blanc, Gamay Blanc à Feuilles Rondes, Gamay Blanc Feullies Rondes, Game Kruglolistnyi, Gros Auxerrois, Gros blanc, Grosse Saint Marie, Lyonnais, Lyonnaise blanche, Malin blanc, Mele, Melon, Meurlon, Mourlon 